# Alfred Gudeman
Alfred Gudeman, född 26 augusti 1862 i Atlanta, Georgia, död 9 september 1942, var en amerikansk klassisk filolog.
Gudeman blev efter studier i hemlandet och Tyskland filosofie doktor i Berlin 1888. Han var 1890–1904 professor i klassiska språk vid olika amerikanska universitet och 1904–1916 medutgivare av Thesaurus Linguae Latinae i München. Han skrev bland annat Grundriss der Geschichte der klassischen Philologie (1907) samt utgav kommenterade upplagor av Tacitus Dialogus de oratoriubus (1894) och Germania (1916) med mera.